# シドニー (軽巡洋艦・2代)
| シドニー |                                               |                      |
| 艦歴     |                                               |                      |
| 発注     | 1931年                                        | 1931年               |
| 起工     | 1933年7月8日                                  | 1933年7月8日         |
| 進水     | 1934年9月22日                                 | 1934年9月22日        |
| 就役     | 1935年9月24日                                 | 1935年9月24日        |
| その後   | 1941年11月19日に戦没                          | 1941年11月19日に戦没 |
| 除籍     | -                                             | -                    |
| 性能諸元 |                                               |                      |
| 排水量   | 基準 6,980トン                                | 基準 6,980トン       |
| 全長     | 171.37 m                                      | 171.37 m             |
| 全幅     | 17.27 m                                       | 17.27 m              |
| 吃水     | 4.77 m                                        | 4.77 m               |
| 機関     | パーソンズ式オール・ギヤード蒸気タービン、4軸 | 72,000 hp            |
| 速力     | 最大32.5ノット                                | 最大32.5ノット       |
| 乗員     | 570名                                         | 570名                |
| 兵装     | 15.2 cm（50口径）連装砲                       | 4基8門               |
| 兵装     | 10.2 cm（45口径）単装高角砲                   | 4門                  |
| 兵装     | 12.7mm 4連装機銃                              | 3基                  |
| 兵装     | 53.3 cm 4連装魚雷発射管                       | 2基                  |
| 搭載機   | 水上機                                        | 1機                  |

シドニー (HMAS Sydney) は、オーストラリア海軍の軽巡洋艦。
パース級軽巡洋艦 (Perth class light cruser) の1隻で、イギリス海軍所属のフェートン (HMS Phaeton) として建造された。艦名は、チャタム級軽巡洋艦 (Chatham class Light cruiser) のシドニーに続いて2代目。
第二次世界大戦中の1940年（昭和15年）6月、イタリア王国が参戦して地中海戦線が形勢されると、イギリス地中海艦隊に所属して幾度かの海戦に参加した。
1941年（昭和16年）11月19日、オーストラリア大陸西部シャーク湾でドイツ海軍の仮装巡洋艦コルモラン (Kormoran) と交戦、相討ちとなって沈没した（シドニーの沈没）。
第二次世界大戦の巡洋艦の中で唯一、仮装巡洋艦に沈められた軽巡洋艦である。

## 艦歴

### 戦間期
イギリス海軍が建造したリアンダー級軽巡洋艦 (Leander class Light Cruisers) は、本艦を含む数隻がイギリス連邦の諸国に貸与されている。
本艦はイングランド東北部のスワン・ハンター社で建造。当初の艦名はフェートン (HMS Phaeton) であった。1933年（昭和8年）7月8日、フェートンとして起工。1934年（昭和9年）9月22日に進水。
その頃、英連邦オーストラリア海軍の主力艦はケント級重巡洋艦2隻（オーストラリア、キャンベラ）と軽巡アデレード (HMAS Adelaide) という状態だった（オーストラリア海軍の歴史）。
イギリスは建造中のフェートンをオーストラリア海軍に貸与する事となり、チャタム級軽巡洋艦のシドニーにあやかって、シドニーと改名された。艦齢に達したチャタム級軽巡（バーミンガム級軽巡）ブリスベン (HMAS Brisbane) の代艦であったという。
シドニーは、1935年（昭和10年）9月24日に竣工した。
シドニーが就役した頃、地中海では第二次エチオピア戦争が勃発し、不穏な空気が漂う（アビシニア危機）。ニュージーランド海軍の軽巡アキリーズ (HMNZS Achilles) と交代する形で、ジブラルタルに於ける本国艦隊 (The Home Fleet) 隷下の第2巡洋艦戦隊 (2nd Cruiser Squadron) にシドニーは編入された。
つづいて地中海艦隊 (Mediterranean Fleet) に編入された。1936年（昭和11年）3月には第1巡洋艦戦隊 (1st Cruiser Squadron) に編入され、オーストラリア海軍の重巡オーストラリア (HMAS Australia, D84) と行動を共にした。5月、第二次エチオピア戦争に決着がつき、7月中旬には経済制裁も解除された。本艦と僚艦オーストラリア (HMAS Australia, D84) はオーストラリア大陸にむかい、8月初旬に到着した。
1937年（昭和12年）9月10日、2代目艦長としてJohn.William.Ashley.Waller大佐が着任した。

### 第二次世界大戦
1940年（昭和15年）4月19日、シドニーはオールバニの東で中東へ向かうUS2船団と合流し、4月28日にココス諸島近海でフランスの重巡洋艦シュフラン (Suffren) と交代するまで船団の護衛を行った。そして、次のUS3船団を護衛するためフリーマントルへ向かった。だが、5月1日にシドニーはセイロン島コロンボへ向かうよう命じられた。シンガポール経由で、8日コロンボに到着した。護衛としてUS3船団と合流するため5月12日にコロンボから出航したが、シドニーは地中海に派遣されることになり、18日コロンボへ戻った。燃料補給後、19日に出航し、22日になりアデンに到着した。翌日出港し、スエズ運河を通過して、26日アレクサンドリア到着した。同地を拠点とする地中海艦隊の第7巡洋艦戦隊 (7th Cruiser Squadron) に編入された。
イタリア王国参戦直後の6月11日、シドニーを含む地中海艦隊はアレクサンドリアから出撃し、第7巡洋艦戦隊はターラント湾付近まで進出したものの敵とは遭遇せず、14日に艦隊はアレクサンドリアへ戻った。次いでバルディアに対する艦砲射撃の実施が決定され、フランス戦艦ロレーヌ (Lorraine) 、英連邦軽巡3隻（シドニー、ネプチューン、オライオン）、駆逐艦4隻（デインティ、デコイ、ヘイスティ、スチュアート）からなる砲撃部隊は6月20日にアレクサンドリアから出撃した。砲撃は6月21日朝に実行され、イタリア側からイギリス砲撃部隊への反撃は無く、同日中にアレクサンドリアに帰投した。この作戦時、シドニー搭載機が友軍機による誤射でひどく損傷したもののマルサ・マトルーフまでたどり着き、着陸時に機体は壊れたが乗員は無事であった。これが、この作戦時唯一の損害であった。翌日、イタリア王立空軍 (Regia Aeronautica) の航空機による爆撃があったが、損害は無かった。
続いて第7巡洋艦戦隊はMA3作戦に参加した。この作戦で第7巡洋艦戦隊の任務はマルタからエジプトへ向かう船団の援護であり、6月27日に第7巡洋艦戦隊はアレクサンドリアから出撃した。6月28日、ザキントス島南西沖でイタリア王立海軍 (Regia Marina) の駆逐艦部隊（エスペロ、ゼフィーロ、オストロ）を発見した。第7巡洋艦戦隊は、イタリア駆逐艦エスペロ (Espero) を撃沈した。戦闘後「シドニー」は敵兵47名を救助したが、アレクサンドリアへ向かう途中で3名が死亡した。この戦闘で弾薬を多数消費したため、マルタからの船団の出航は延期された。
6月7日、シドニーの他、戦艦3隻（ウォースパイト、マレーヤ、ロイヤル・サブリン）、空母イーグル (HMS Eagle) などが、出航が延期されていたマルタからの船団の護衛（MA5作戦）のためアレキサンドリアから出撃した。7月9日、イタリア艦隊との間でカラブリア沖海戦が発生した。海戦後、艦隊は船団を護衛し、7月13日にアレクサンドリアに帰還した。
7月18日、シドニー（艦長ジョン・コリンズ大佐）は、クレタ島の北で対潜掃討に従事する連合軍駆逐艦4隻の支援とアテネ湾でのイタリア船攻撃を命じられて、イギリス駆逐艦ハヴォック (HMS Havock, H43) を伴ってアレクサンドリアから出撃した。7月19日、連合軍駆逐艦4隻がイタリア王立海軍の軽巡2隻と遭遇した。「シドニー」と「ハヴォック」も合流して砲撃戦に加わる。シドニーの砲撃によりイタリア軽巡バルトロメオ・コレオーニ (Bartolomeo Colleoni) は航行不能となった。コレオーニの始末を駆逐艦に任せたシドニーは、麾下駆逐艦2隻とともにイタリア軽巡ジョヴァンニ・デレ・バンデ・ネーレ (Giovanni delle Bande Nere) を追跡したが、距離が開いたことなどから追跡を打ち切った。この海戦ではシドニーも1発被弾している。7月20日、アレクサンドリアに帰投。
7月26日、シドニーはバルディア砲撃の際に失われた搭載機の代わりとなる機体を搭載した。7月27日、連合軍軽巡2隻（シドニー、ネプチューン）はアレクサンドリアを出撃する。同日中にイギリス戦艦3隻（ウォースパイト、マレーヤ、ロイヤル・サブリン）などと合流した。この出撃の目的はエーゲ海からエジプトへ向かうAS2船団の援護であった。同日、地中海艦隊はイタリア空軍の爆撃を受け、至近弾により搭載したばかりのシドニー搭載機が使用不能となってしまった。7月28日、軽巡2隻（シドニー、ネプチューン）は艦隊から別れて北へ向かい、アテネ湾入り口で、ドデカネス諸島へガソリンを運んでいたギリシャのタンカー「Ermioni」を沈めた。2隻は7月30日にアレクサンドリアに帰投した。
8月、ボンバ湾とバルディアに対する攻撃がおこなわれ、シドニーはその支援に当たった。この作戦では、シドニーは8月23日にアレクサンドリアから出撃し、24日に帰投した。続いて地中海ではハッツ作戦が行われた。これは戦艦ヴァリアント (HMS Valiant) と空母イラストリアス (HMS Illustrious, R87) などを、ジブラルタル経由で地中海を横断させるというもので、同時に船団護衛なども行われた。シドニーは8月30日に地中海艦隊主力艦などと共にアレクサンドリアから出撃した。9月2日、地中海艦隊は増援部隊とマルタ南西沖で合流した。帰路、9月4日に軽巡シドニー、オライオン、駆逐艦デコイ、アイレックスはカルパソス島を砲撃した。9月5日、アレクサンドリア帰投。9月24日から26日までキプロス沖で哨戒をおこなった。
9月28日、マルタ島へ送る兵員を乗せた英軽巡洋艦2隻がアレクサンドリアを出航し、その護衛のためシドニーを含む地中海艦隊主力部隊が出撃した（MB5作戦）。9月30日にグロスターとリヴァプールは無事にマルタに到着した。帰投途中の10月2日にシドニーとオライオンはスタンパリア島を砲撃し、10月3日にアレクサンドリアに到着した。10月8日、マルタへの補給船団を護衛するため地中海艦隊は再び出撃した（MB6作戦）。10月11日に船団が無事にマルタに到着した。10月12日、軽巡洋艦エイジャックス (HMS Ajax) がイタリア王立海軍の駆逐艦や水雷艇と交戦し、シドニーも逃走するイタリア艦を追跡したが捕捉出来なかった（パッセロ岬沖海戦）。10月25日から28日までの間も、シドニーを含む艦隊はエーゲ海からの船団の護衛などを行った。
10月28日のイタリア軍のギリシャ侵攻により、クレタ島スダ湾に拠点を作るための船団が10月29日にエジプトからクレタ島へ向かった。そして、その護衛のためにシドニーも含む艦隊が出撃した。11月2日、艦隊はアレクサンドリアに戻った。11月5日、兵士や弾薬などを乗せたシドニーとエイジャックスはポート・サイドを出航した。11月6日、スダ湾に到着。11月7日にスダ湾を離れて地中海艦隊と合流し、マルタへの船団の護衛に従事した。船団は11月9日にマルタに到着した。
11月11日、地中海艦隊は西から来た増援部隊とマルタ南方で合流した。同日、シドニー以下のX部隊はオトラント海峡へ向かう。また、空母イラストリアスがタラント港に向かった（タラント空襲）。11月12日、X部隊はオトラント海峡でアルバニアへ向かっていたイタリア船団を発見、攻撃する。この船団は輸送船4隻からなり、水雷艇ファブリッチィと仮装巡洋艦ラム3世が護衛していた。輸送船4隻が沈没し、ファブリッツィ (Nicola Fabrizi) も大破した（オトラント海峡海戦）。同日、X部隊は地中海艦隊主隊と合流し、アレクサンドリアに帰投した。その後、マルタで修理をおこなう。

## コルモランとの戦闘と喪失

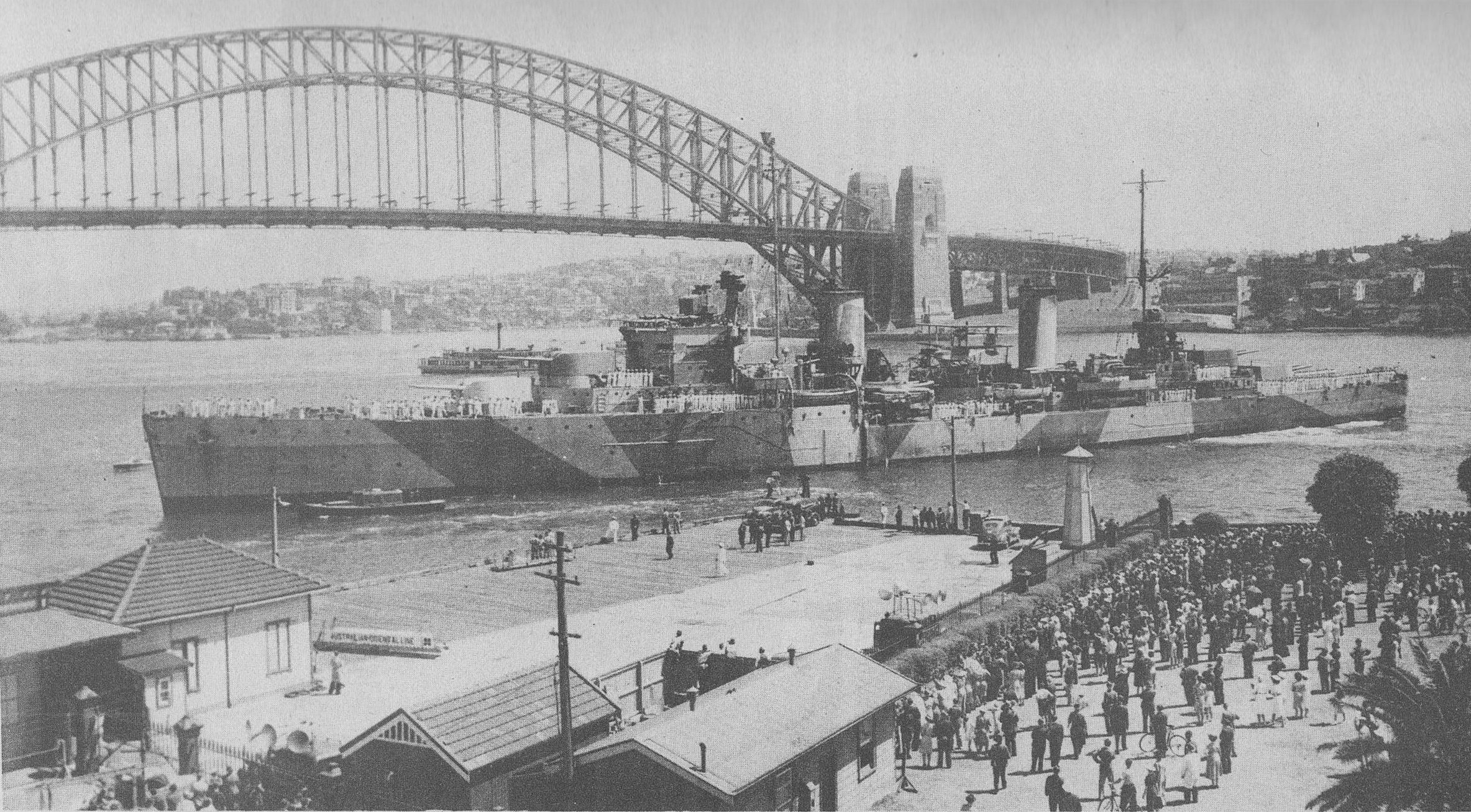
1941年頃のシドニー。

1941年（昭和16年）1月11日、シドニーはアレクサンドリアを出発し、オーストラリアへの帰途についた。2月5日、シドニーはフリーマントルに戻り、その後はインド洋や東南アジア方面で船団護衛に従事する。枢軸国海軍はオーストラリア周辺海域でも活動し、前年12月上旬には太平洋のナウルに仮装巡洋艦2隻（オリオン、コメート）が出現して艦砲射撃をおこなっている（ナウルに対するドイツの攻撃）。このような通商破壊からシーレーンを守る必要もあった（オーストラリア周辺における枢軸国海軍の行動）。
5月、シドニーは新艦長のジョセフ・バーネット大佐を迎えた。11月19日、シドニーはオーストラリア大陸西部シャーク湾沖約170浬のインド洋で、オランダ船に偽装していたドイツ海軍 (Kriegsmarine) の仮装巡洋艦（通商破壊艦）コルモラン (Hilfskreuzer Kormoran) を発見した。
以下はコルモランのテオドール・デートメルス艦長以下の証言による戦闘概況である（シドニーの沈没）。コルモランはパースの港口に機雷敷設に向かう途上であったが、シドニーからの誰何に対し時間を稼ぎながら、有利に攻撃を開始する機会をうかがっていた。コルモランからはシドニー艦上で偵察機の射出準備をしている様子が窺われたが、射出は行われなかった。シドニーが1～2kmの間隔を置いてコルモランの真横に並び、秘密の船舶コードを示すよう信号したとき、コルモランはオランダ商船旗を下ろしてドイツの戦闘旗を掲げ、同時に15cm砲や発射管を隠していたフラップを開き、対空砲座をせり上げ、戦端を開いた。その時シドニーの各砲はコルモランを指向していたが、総員配置の命令は出されていなかったらしく非番らしい乗員が甲板にたむろしていた。
攻撃開始後すぐに、コルモランの対空砲の砲弾がシドニーの艦橋や発射管周辺に炸裂し、また射撃指揮装置を破壊した。またコルモランの魚雷がシドニーの前部A・B両砲塔の間に命中しどちらも動かなくなった。コルモランの15cm砲はシドニーの各部に命中して火災が拡がり、やがて全火砲が沈黙した。最後にシドニーは魚雷を発射したがかわされ、衝突を試みたがこれもかわされ、激しい炎と煙を上げながらコルモランの視界外に去った。被弾炎上したコルモランも沈没し、ボート・救命筏などに退避した乗員の一部は自力でオーストラリアの西海岸に到着、ほぼ同時にシドニーの捜索が開始された。捜索に向かった連合軍側はドイツ艦の乗員を救助したのみであり、シドニーは破損した救命筏一艘だけを残し、バーネット艦長を含め645人の全乗員と共に姿を消した。コルモランでは397人中317人が、病院船ケンタウロス (AHS Centaur) や他国の船舶に救助されるか、自力で海岸に到着して捕虜となった。
シドニーの手がかりは、捜索活動中のオーストラリア海軍曳船ヒーロー (HMAS Heros) が発見した無人の救命艇、そして1942年（昭和17年）2月6日にクリスマス島に漂着した身元不明の遺体があった。
シドニーと全乗員の喪失はオーストラリア海軍史上最大の悲劇であり、オーストラリアのほとんどの町から乗員が出ていたため、同国社会に大反響をもたらした。戦闘の模様を語るのがドイツ人の捕虜のみであり、なぜシドニーが不審船に用心を怠って先制攻撃で致命傷を受けるほど接近したかなどはドイツ人捕虜の説明では納得し難かった。オーストラリア社会では「真珠湾攻撃を目前に控えた日本海軍の潜水艦が同盟国の仮装巡洋艦を掩護し、魚雷でシドニーを沈めた。」とか、「ドイツ仮装巡洋艦が何か国際法に悖る手段を用い口封じにシドニーの生存者を皆殺しにした。」など、様々な説が広まった。
ヒーローが回収した本艦の救命艇は、オーストラリア戦争記念館に展示されている。
2021年（令和3年）11月19日、クリスマス島に漂着した遺体が本艦乗組員トーマス・ウェルズビー・クラーク (Thomas Welsby Clark) であったことが公表された。

## 残骸の発見
2008年（平成20年）3月15日、コルモランの残骸が発見された（シドニーとコルモランの捜索）。オーストラリア西岸スティープポイントから112カイリ(207 km) 西、水深2,560メートルの地点である。そして3月17日にはシドニーの残骸が発見された。スティープポイントから約100カイリ(190 km) 西、水深2,470メートルの地点で、コルモランの残骸とは12.2カイリ (22.6 km) の距離であった。